# Agence de la sécurité et des produits chimiques (Finlande)
L'agence pour la sécurité et les produits chimiques (finnois : Turvallisuus- ja kemikaalivirasto, sigle Tukes) est une agence gouvernementale sous le contrôle du Ministère des Affaires économiques et de l'Emploi de la Finlande.

## Présentation
Sa mission est de surveiller et de faire respecter la sécurité et la conformité réglementaire en matière de technologie, de produits chimiques et de matières dangereuses, de sécurité au travail et de sécurité des consommateurs et des produits.
Elle est l'autorité compétente representant la Finlande pour les réglementations REACH, CLP, BPD et SEVESO III de l'Union européenne.
Cependant, la sécurité alimentaire, pharmaceutique et médicale est réglementée par différentes agences: agence alimentaire (sécurité alimentaire), Fimea (sécurité pharmaceutique) et Valvira (sécurité médicale).